# Mitsuaki Kojima
Mitsuaki Kojima (jap. 小島 光顕, Kojima Mitsuaki; * 14. Juli 1968 in der Präfektur Nagasaki) ist ein ehemaliger japanischer Fußballspieler.

## Karriere
Kojima erlernte das Fußballspielen in der Schulmannschaft der Kunimi High School und der Universitätsmannschaft der Landwirtschaftsuniversität Tokio. Seinen ersten Vertrag unterschrieb er 1991 bei Fujitsu. Der Verein spielte in der zweithöchsten Liga des Landes, der Japan Soccer League Division 2. Für den Verein absolvierte er 46 Spiele. 1992 wechselte er zum Erstligisten Sanfrecce Hiroshima. 1994 wurde er mit dem Verein Vizemeister der J1 League. 1995 und 1996 erreichte er das Finale des Kaiserpokals. Für den Verein absolvierte er 155 Erstligaspiele. 1999 wechselte er zum Ligakonkurrenten Avispa Fukuoka. Am Ende der Saison 2001 stieg der Verein in die J2 League ab. Für den Verein absolvierte er 109 Spiele. Ende 2002 beendete er seine Karriere als Fußballspieler.

## Erfolge
Sanfrecce Hiroshima
- J1 League

Vizemeister: 1994
- Kaiserpokal

Finalist: 1995, 1996